# 増田メグミ
増田 メグミ（ますだ メグミ）は、日本のフリーイラストレーター。女性。主にライトノベルの挿絵を担当している。以前は増田恵名義で活動していた。

## 主な作品リスト

### 小説挿絵
一迅社文庫アイリス
- 迷走×プラネット（神尾アルミ著）
- 真紅の式使い（永野水貴著）
- 半分だけの妖精に、キスを。（時海結以著）
- 咲くや此の花～誓いの巫女と異国の花婿～（ゆうきあずさ著）

コバルト文庫
- クロス 〜月影の譜〜（毛利志生子著）
- カナリア・ファイル（毛利志生子著）
- 風の王国（毛利志生子著）
- 緋色の花嫁　(毛利志生子著)
- 夜の虹　(毛利志生子著)

富士見ミステリー文庫
- 業多姫（時海結以著）
- 玉響-たまゆら-（時海結以著）

B's-LOG文庫
- いきなりケモノ姫（剛しいら著）
- ファルティマの夜想曲-恋するカレン（葉山透著）
- 猫かぶり嬢とにわか貴公子（文月更著）

ルルル文庫
- アラビアンローズ（深山くのえ著）
- 悪役令嬢ヴィクトリア（菅原りであ著）
- 幽霊伯爵の花嫁（宮野美嘉著）

その他
- 月満ちる式使い（永野水貴著／一迅社文庫）
- 花に降る千の翼（月本ナシオ著／角川ビーンズ文庫）
- 蛇々哩姫（萩原麻里著／講談社X文庫ホワイトハート）
- 9S<ナインエス>（葉山透著／電撃文庫）
- ディスパレイト! / ディスパレイト!コンプ（榊一郎著／富士見ファンタジア文庫）